# Памятник медицинским работникам
Памятник медицинским работникам установлен в Воронеже на Плехановской улице в сквере около городской больницы № 3.
Открытие памятника состоялось в 2008 г. и было приурочено ко Дню медицинского работника, однако он был заложен за год до этого и считался «долгостроем». На торжественном открытии памятника присутствовали медицинские работники, представители общественности Воронежа и администрации городского округа. Памятник был сооружён на частные средства и пожертвования мецената при поддержке областного управления культуры и туризма.
Авторы памятника — скульптор Мельниченко А. В. и архитектор Центрального района Фролов В. Г.